# Torneo Internacional Femenino Villa de Madrid
Il Torneo Internacional Femenino Villa de Madrid è un torneo professionistico di tennis giocato su campi in terra rossa. Fa parte dell'ITF Women's Circuit. Si gioca annualmente a Madrid in Spagna.

## Albo d'oro

### Singolare
| Anno | Campionessa            | Finalista       | Punteggio     |
| ---- | ---------------------- | --------------- | ------------- |
| 2011 | Nastassja Burnett      | Paula Ormaechea | 6–2, 6–3      |
| 2012 | Aleksandrina Najdenova | Jade Suvrijn    | 6–0, 6–4      |
| 2013 | Amandine Hesse         | Eva Birnerová   | 4–6, 6–0, 6–2 |

### Doppio
| Anno | Campionesse                                     | Finaliste                          | Punteggio        |
| ---- | ----------------------------------------------- | ---------------------------------- | ---------------- |
| 2011 | Rocío de la Torre-Sánchez Georgina García Pérez | Kiki Bertens Elyne Boeykens        | 5–7, 6–4, [10–8] |
| 2012 | Malou Ejdesgaard Aleksandrina Najdenova         | Tatiana Búa Ivonne Cavallé-Reimers | 5–7, 6–3, [10–3] |
| 2013 | Demi Schuurs Eva Wacanno                        | Elica Kostova Evgenija Rodina      | 6–1, 6–2         |